# Picradeniopsis
Picradeniopsis é um género botânico pertencente à família Asteraceae.

## Espécies
- Picradeniopsis oppositifolia (Nutt.) Rydb. ex Britt. (ilustração)

Sinónimo: Bahia oppositifolia (Nutt.) DC.
- Picradeniopsis woodhousei (Gray) Rydb.

1. ↑  «Picradeniopsis — World Flora Online». www.worldfloraonline.org. Consultado em 19 de agosto de 2020